# Kurt Helmudt

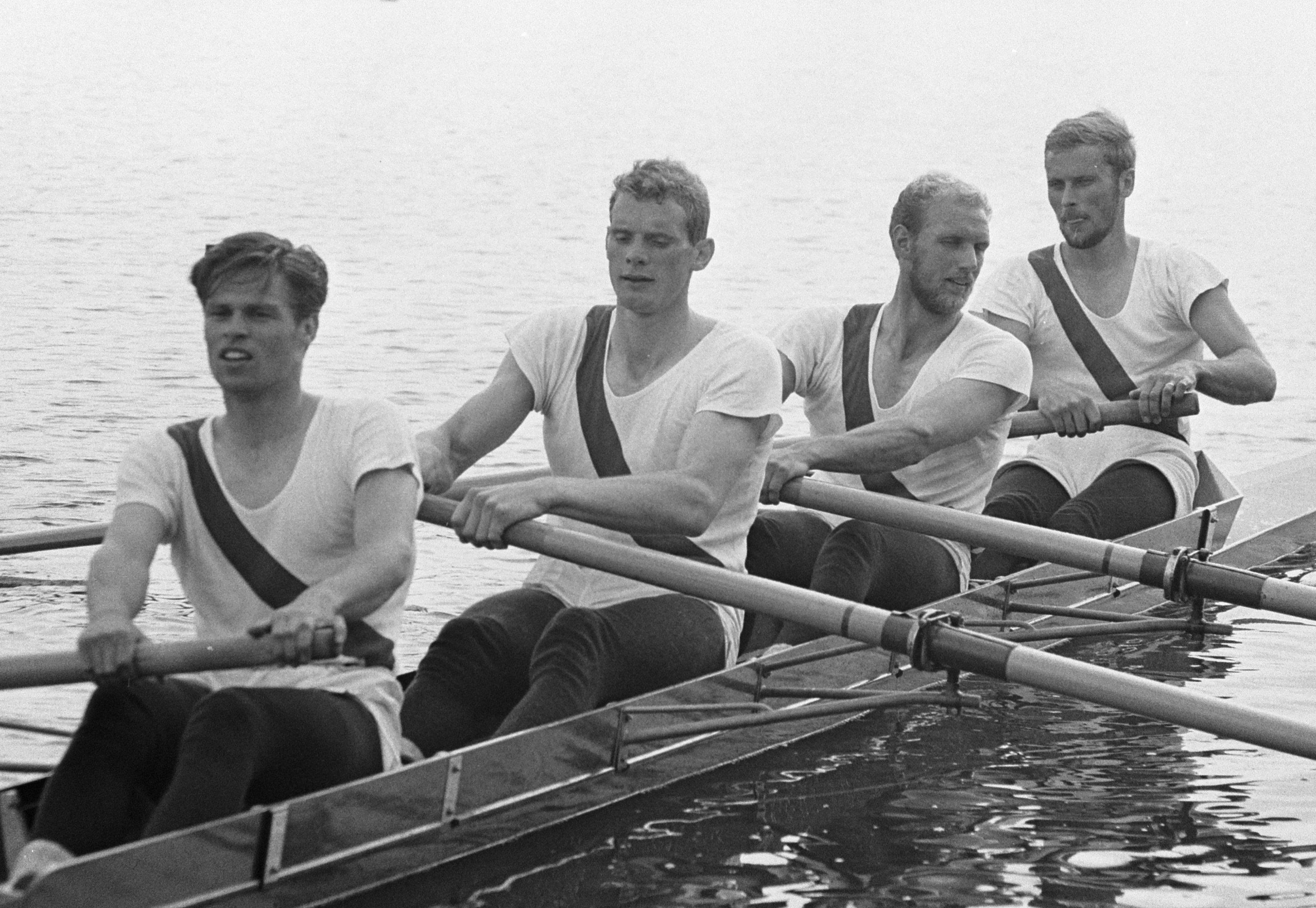
V. r. n. l. John Hansen, Erik Petersen, Kurt Helmudt, und Bjørn Hasløv bei den Europameisterschaften 1964

Kurt Helmudt (* 7. Dezember 1943 in Kopenhagen; † 7. September 2018) war ein dänischer Ruderer.

## Leben und Wirken
Der dänische Vierer ohne Steuermann vom Ruderverein KVIK aus Kopenhagen wurde von Poul Danning trainiert. Bei den Europameisterschaften 1963 belegte die Crew den fünften Platz. Im Jahr darauf gewann bei den Europameisterschaften 1964 in Amsterdam der deutsche Vierer vor dem dänischen Boot. Bei der Olympiaregatta 1964 gewannen die Dänen den ersten Vorlauf, die Briten den zweiten Vorlauf und die deutschen Europameister den dritten Vorlauf. Im Finale war der deutsche Schlagmann Günter Schroers gesundheitlich angeschlagen und der deutsche Vierer kam nur auf den sechsten Platz, die Dänen siegten im Endspurt knapp vor den Briten und dem US-Vierer. Bei seinem letzten Auftritt belegte der dänische Vierer den sechsten Platz bei den Weltmeisterschaften 1966.
Während Hansen und Hasløv ihre Karrieren beendeten, ruderten Erik Petersen und Kurt Helmudt weiterhin im Vierer. Zusammen mit Tom Hindsby und Poul Nielsen gewannen sie die Bronzemedaille bei den Weltmeisterschaften 1970 hinter den Booten aus der DDR und aus der BRD.
Der 1,94 m große Kurt Helmudt wurde nach seiner Karriere Ingenieur.